# Alafia alba
Alafia alba är en oleanderväxtart som beskrevs av Marcel Pichon. Alafia alba ingår i släktet Alafia och familjen oleanderväxter. Inga underarter finns listade i Catalogue of Life.